# Bicyclus vulgaris
Bicyclus vulgaris is een vlinder van de familie van de Nymphalidae, van de onderfamilie van de Satyrinae. De soort is voor het eerst wetenschappelijk beschreven als Mycalesis vulgaris door Arthur Gardiner Butler in een publicatie uit 1868.

## Verspreiding
De soort komt voor in tropisch Afrika waaronder Senegal, Gambia, Mali, Guinea-Bissau, Guinee, Burkina Faso, Sierra Leone, Liberia, Ivoorkust, Ghana, Togo, Benin, Nigeria, Kameroen, Equatoriaal Guinee, Gabon, Congo-Brazzaville, Congo-Kinshasa, Ethiopië, Oeganda, Kenia, Rwanda, Tanzania, Angola en Zambia, waar deze voorkomt in bossen, bosranden, moerassen en in akkerranden.

## Waardplanten
De rups leeft op soorten van de grassenfamilie (Poaceae).